# Бёрджесс, Пол (легкоатлет)
Пол Джеффри Бёрджесс (англ. Paul Geoffrey Burgess; род. 14 августа 1979, Перт) — австралийский легкоатлет, специалист по прыжкам с шестом. Выступал на профессиональном уровне в 1996—2010 годах, обладатель двух серебряных медалей Игр Содружества, серебряный призёр Восточноазиатских игр, чемпион мира среди юниоров, пятикратный чемпион Австралии, участник трёх летних Олимпийских игр.

## Биография
Пол Бёрджесс родился 14 августа 1979 года в Перте, Западная Австралия. Изначально занимался гимнастикой, в возрасте 13 лет становился серебряным призёром австралийского национального первенства. Из-за большого роста ему становилось всё сложнее выступать в этом виде спорта, проведённое тестирование в Западно-Австралийском институте спорта показало, что юноше больше подойдут прыжки с шестом. Впоследствии занимался лёгкой атлетикой в пертском клубе Stirling Swans, некоторое время проходил подготовку под руководством советского тренера Александра Парнова.
Первого серьёзного успеха на международном уровне добился в сезоне 1996 года, когда вошёл в состав австралийской сборной и выступил на юниорском мировом первенстве в Сиднее, где в зачёте прыжков с шестом превзошёл всех соперников.
В 1998 году в той же дисциплине взял бронзу на юниорском мировом первенстве в Анси, стал седьмым на Кубке мира в Йоханнесбурге, получил серебро на Играх Содружества в Куала-Лумпуре.
Благодаря череде успешных выступлений в 2000 году удостоился права защищать честь страны на летних Олимпийских играх в Сиднее — на предварительном квалификационном этапе прыгнул на 5,55 метра, чего оказалось недостаточно для выхода в финальную стадию соревнований.
В 2001 году выиграл серебряную медаль на Восточноазиатских играх в Осаке.
В 2002 году среди прочего завоевал серебряную награду на Играх Содружества в Манчестере, был пятым на Кубке мира в Мадриде.
В 2003 году выступил на чемпионате мира в помещении в Бирмингеме.
В 2004 году прыгал с шестом на чемпионате мира в помещении в Будапеште. Принимал участие в Олимпийских играх в Афинах — здесь в финале показал результат 5,55 метра, разделив десятое место с немцем Тимом Лобингером.
В феврале 2005 года на домашних соревнованиях в Перте превзошёл всех соперников, установив при этом свой личный рекорд и показав лучший результат мирового сезона — 6 метров ровно.
В 2006 году участвовал в Играх Содружества в Мельбурне, на сей раз попасть в число призёров не смог. Среди прочих достижений этого сезона — победа на Всемирном легкоатлетическом финале в Штутгарте.
На чемпионате мира 2007 года в Осаке в финал не вышел.
На Олимпийских играх 2008 года в Пекине с результатом 5,55 так же не сумел преодолеть предварительный квалификационный этап.
В 2009 году ещё принял участие в нескольких коммерческих турнирах, а в 2010 году завершил спортивную карьеру.